# ديفيد لورانس
ديفيد لورانس (5 مايو 1959 في الولايات المتحدة - 20 مارس 2017 في إيطاليا) (بالإنجليزية: David Lawrence)‏ هو مدرب كرة سلة ولاعب كرة سلة أمريكي في مركز الوسط.

## وصلات خارجية
- ديفيد لورانس على موقع سبورتس رفرنس (الإنجليزية)
- ديفيد لورانس على موقع الدوري الإسباني لكرة السلة (الإسبانية)
- ديفيد لورانس على موقع كلية كرة السلة في سبورتس رفرنس.كوم (الإنجليزية)
- ديفيد لورانس على موقع ريلجم (الإنجليزية)
- ديفيد لورانس على موقع بروبوليرز (الإنجليزية)
- ديفيد لورانس على موقع سبورتس رفرنس (الإنجليزية)